# Cypres Records
Cypres Records est un label discographique indépendant belge, basé à Bruxelles. Fondé en 1994, Cypres est spécialisé à l'origine dans l'édition discographique de musique contemporaine et jazz. Depuis 2005, ses activités se sont diversifiées s'ouvrant à la musique ancienne ainsi qu'aux périodes classique, romantique et moderne.

## Histoire
Créé il y a près de vingt ans, le label Cypres édite un répertoire de plus de 200 titres allant de la musique médiévale aux créations contemporaines et au jazz.

## Perspectives
La philosophie de Cypres s’articule autour de quatre axes principaux : un profond ancrage dans la musique de son époque qui n’exclut en rien l’exploration ouverte et curieuse du répertoire des siècles précédents, une valorisation du patrimoine musical belge (de Guillaume Dufay à Luc Brewaeys, en passant par Roland de Lassus, Joseph Jongen, Victor Vreuls, Jean Rogister,  César Franck, Henri Vieuxtemps, André Souris, Albert Huybrechts, Henri Pousseur, etc.), un suivi continu dans la carrière discographique de ses artistes et une programmation originale sortant des sentiers battus (vision qui s’est notamment concrétisée par la création, en 2006, de la collection « Cypres Open », directement tournée vers la découverte).
Depuis 2011, le label intensifie sa collaboration avec La Monnaie / De Munt déjà riche d’une série de portraits de chanteurs et d’enregistrements d’opéras live, par la mise en place d’une collection intitulée « Cypres Archive », destinée à valoriser le patrimoine archivé des radios francophone (RTBF) et néerlandophone (VRT). 
La recherche de qualité guide l’action de Cypres à toutes les étapes du processus de production d’un disque depuis l’idée initiale jusqu’à sa diffusion et sa promotion, en passant par l’enregistrement ou le travail éditorial. Elle se traduit chaque mois par des nouveautés préparées dans les meilleures conditions artistiques et techniques et fréquemment récompensées par la presse internationale (diapason d'or de Diapason, Choc de Classica, 10 de Répertoire, Joker de Crescendo, Diamant d'Opéra, ffff de Télérama, Disque du mois de Gramophone, Cannes Classical Awards, Goldberg 5 Stars, Disque d’émoi pour Jazz Magazine, 4 étoiles pour Jazzman, Preis der deutschen Schallplattenkritik, etc.).

## Groupes et artistes
Conscient des enjeux émanant d’un dialogue direct avec les différents acteurs du milieu culturel et soucieux d’inscrire sa démarche dans le long terme, Cypres travaille résolument sur le mode de la coopération et entretient les liens noués au fil du temps avec ses différents partenaires :
- Des interprètes dont Lorenzo Gatto, David Lively, Sophie Karthäuser, Cédric Tiberghien, Marie-Nicole Lemieux, Béatrice Martin, José van Dam, Marco Beasley, Philippe Hirschhorn, Anthony Rolfe Johnson, Stéphane Ginsburgh, Marie Hallynck, Sophie Hallynck, Sébastien Walnier, Alexander Gurning, Clara Inglese, etc.

- Des compositeurs dont Philippe Boesmans, Jacqueline Fontyn, Fausto Romitelli, Georges Aperghis, Claude Ledoux, Henri Pousseur, Jean-Luc Fafchamps, Bernard Foccroulle, Michel Fourgon, Jonathan Harvey, Benoît Mernier, Pierre Bartholomée, Muhiddin Dürrüoğlu, Hao-Fu Zhang, Adrien Tsilogiannis, etc.

- Des ensembles dont Huelgas Ensemble, Aka Moon, Sturm und Klang, Musiques nouvelles, Chœur de chambre de Namur, Les Paladins, Ictus, Trio Spilliaert, Accordone, Les Folies Françoises, Quatuor Akhtamar, etc.

- Des institutions dont La Monnaie / De Munt, Orchestre philharmonique royal de Liège, Orchestre national de Belgique, Opéra Orchestre national Montpellier, Centre Henri Pousseur, etc.

## Accueil et distinctions
- Prokofiev Complete Piano Sonatas de Stephane Ginsburgh : 4 étoiles pour Diapason[3]
- L'héritage de Petrus Alamire de Huelgas Ensemble : 4 étoiles pour Classica[4] ; 5 étoiles pour Diapason[5]
- Les Sauvages de Béatrice Martin : 5 étoiles pour Diapason[6]
- Au Monde de Philippe Boesmans : Diapason d'or[7], Choc pour Classica[8], ffff de Télérama[9], The International Opera Award 2015 "Best World Premiere", 3 cœurs de L'Avant-Scène Opéra[10]